# Gemischtwirtschaftliches Unternehmen
Ein gemischtwirtschaftliches Unternehmen ist ein Unternehmen, das gemeinsam von der öffentlichen Hand (Bund, Länder, Gemeinden) und privatwirtschaftlich orientierten Gesellschaftern getragen wird.

## Gesellschaftsform und Struktur
Oft handelt es sich bei einem gemischtwirtschaftlichen Unternehmen um ein kommunales Unternehmen in der Rechtsform einer GmbH oder Aktiengesellschaft, das neben privaten auch öffentliche Anteilseigner aufweist. 
Gemischtwirtschaftliche Unternehmen werden auch teilprivatisierte Unternehmen genannt, wenn die öffentliche Hand an einem öffentlichen Unternehmen im Zuge fortschreitender Privatisierung ihre Anteile nach und nach abbaut.
Die Gründung eines gemischtwirtschaftlichen Unternehmens wird auch als eine Form des sog. Public Private Partnership bezeichnet. 

## Beispiele
Beispiele für gemischtwirtschaftliche Unternehmen sind die Deutsche Post AG, Deutsche Telekom oder Fraport AG.
Die Aktionärsstruktur einiger gemischtwirtschaftlichen Unternehmen, wie etwa die Fraport AG, weist neben privaten Anteilseignern sogar mehrere öffentliche Anteilseigner auf. Fraport-Aktionäre sind sowohl das Bundesland Hessen (31, 8 %) als auch die Stadt Frankfurt am Main (20,3 %). Die restlichen 47,9 % befinden sich in Streubesitz. Der Bund verkaufte im Oktober 2005 seinen Anteil von 18,2 % für rund 660 Millionen Euro.

## Verfassungsrechtliche Implikationen
In der Regel ist der öffentliche Anteilseigner dabei wegen seiner sich aus dem verfassungsmäßigen Demokratieprinzip und dem Kommunalrecht (z. B. § 109 Abs. 1 Ziff. 6 Niedersächsische Gemeindeordnung) ergebenden Ingerenzpflicht dazu verpflichtet, über einen angemessenen Einfluss auf das Unternehmen zu verfügen. Hierbei ergeben sich oft Friktionen mit dem Gesellschaftsrecht. Im Rahmen der Trägerschaft eines gemischtwirtschaftlichen Unternehmens treffen typischerweise unterschiedliche Interessen und Motive aufeinander. Die öffentliche Hand beteiligt sich an dem Unternehmen, weil sie ein Interesse an der Erfüllung öffentlicher Aufgaben hat. Der private Investor hingegen beteiligt sich in erster Linie zur Gewinnmaximierung an dem Unternehmen. Aus dieser Gemengelage von öffentlicher Aufgabenstellung und privatem Erwerbsinteresse ergibt sich bei öffentlichen Unternehmen oft eine besondere Problematik.
Gemischtwirtschaftliche Unternehmen, die von der öffentlichen Hand beherrscht werden, unterliegen einer unmittelbaren Grundrechtsbindung. Sie sind Teil der vollziehenden Gewalt im Sinne von Art. 1 Abs. 3 Grundgesetz. Umgekehrt können sie sich gegenüber Bürgern und gegenüber anderen staatlichen Stellen nicht auf eigene Grundrechte stützen. Eine Beherrschung durch die öffentliche Hand liegt nach einer Entscheidung des Bundesverfassungsgerichts in der Regel vor, wenn mehr als die Hälfte der Anteile im Eigentum öffentlicher Anteilseigner stehen.